# Eueides decolorata
Eueides decolorata är en fjärilsart som beskrevs av Hans Ferdinand Emil Julius Stichel 1903. Eueides decolorata ingår i släktet Eueides och familjen praktfjärilar. Inga underarter finns listade i Catalogue of Life.